# اگر روم ز پیش فتنها برانگیزد
غزلی با مطلعِ «اگر روم ز پی‌اش فتنه‌ها برانگیزد» غزل شمارهٔ ۱۵۵ از دیوانِ حافظ در تصحیحِ محمد قزوینی و قاسم غنی است.

## در اجراها
عبدالوهاب شهیدی در برنامهٔ شمارهٔ ۱۱۲ از مجموعهٔ گل‌های تازه این غزل را در دستگاهِ سه‌گاه، و حسین قوامی در برنامهٔ شمارهٔ ۱۵۴ از مجموعهٔ برگ سبز در آوازِ بیات زند اجرا کرده‌اند.